# Breznyik János
Breznyik János (Iklad, 1815. május 26. – Békéscsaba, 1897. augusztus 5.) királyi tanácsos, a honvédhadnagy, akadémiai tanár, a selmeci evangélikus líceum igazgatója.

## Élete
Iskoláit Aszódon kezdte, Selmecen folytatta és Pozsonyban végezte. Ezután a Dercsényi családnál nevelősködött Gödön. 1839 őszén a jénai egyetemre ment, ahol egy évet töltött, a másikat pedig Halléban; ezután Selmecre hívták meg a magyar nyelv és irodalom tanárául.
Az 1848–49-es forradalom és szabadságharcban önkéntes parancsőr Klapka György tábornok mellett, majd e beosztásában végül honvéd hadnagy lett. Komáromban tette le a fegyvert. Azután hivatalától megfosztották, és a Sembery családnál nevelősködött 1855-ig. Ekkor Békéscsabára vonult, ahol szintén nevelő lett. Ott magán-tanintézet alapítója és igazgatója, majd 1858-tól a Selmecbányai Akadémia igazgatója volt.
Az iskolai év kezdetén tartott beszéde A gimnáziumok feladatáról megjelent a selmeci evangélikus gimnázium Értesítőjében (1860.)

## Művei
- Tervezet a magyarhoni ág. h. evang. tanodák czélszerű elrendezésére. Pest, 1852.
- A czigány nyelv elemei. Uo. 1853. (Bornemisza János névvel; olvastatott a m. tud. akadémia 1852. máj. 15. és júl. 10. ülésein; az Uj M. Múzeum 1853. II. 82-122. l. is.)
- A selmeczi bányakerületi evang. lyceum tanári karának véleményadása a m. kir. kormánynak a gymnasiumokat és lyceumokat szervező tanterve ügyében. Uo. 1869.
- A selmeczbányai ev. egyház és lyceum története. Selmeczbánya, 1883-89. Két kötet. (Ism. Századok 1884. 1889.)

Szerkesztette mint igazgató a líceumi Értesítőket 1858-59-től.